# چانگ‌کینگ اکسپرس
چانگ‌کینگ اکسپرس (به انگلیسی: Chungking Express) فیلمی درام محصول سال ۱۹۹۴ کشور هنگ کنگ، به نویسندگی و کارگردانی وونگ کار-وای می‌باشد.
فیلم متشکّل از دو داستان است که هریک به زندگی و روابط عاطفی یکی از پلیسان هنگ کنگ می‌پردازد.

## طرح داستانی
فیلم شامل دو داستان، می‌باشد، که به ترتیب روایت می‌شوند. به غیر از لحظات کوتاهی از پایان قصهٔ اول و شروع قصهٔ دوم، هر داستان به شرح روابط عاشقانهٔ یک پلیس می‌پردازد. این داستان‌ها به هم ارتباط خاصی ندارند، ولی هر سه شخصیت اصلی داستان دوم، برای لحظاتی در داستان اول حضور دارند. عامل پیوند دهندهٔ این دو پیرنگ به هم دیگر، رستوران midnight express است که هر دو مأمور در چهارراه کنار آن خدمت می‌کنند.

### داستان اول
داستان اول در مورد یک پلیس تایوانی به نام هی کوییوو است که البته به نام مأمور ۲۲۳ شناخته می‌شود. دوست دختر کوییوو در روز اول آوریل (دروغ اول آوریل) رابطه اش را با او برهم زده‌است. در عین حال، روز تولد کوییوو اول می است. او تصمیم می‌گیرد قبل از نقل مکان به یک جای دیگر، برای یک ماه منتظر معشوقه اش بماند. در این مدت کوییوو برای خودش چنین شرطی می‌گذارد: او هر روز کنسرو آناناسی را می‌خرد که تاریخ انقضایش روز اول ماه می، باشد؛ که اگر در این یک ماه معشوقه اش برگشت که هیچ، و اگر نه، عشق او تاریخ انقضا دارد و این تاریخ متأسفانه به سر رسیده‌است. در همین حال، زن جوان بوری قصد قاچاق مواد مخدر به بیرون از مرز را دارد و برای این کار از نوکرهای هندی اش استفاده می‌کند.

### داستان دوم
دومین داستان در مورد مأمور ۶۶۳ می‌باشد. پلیس جوانی که او هم یک رابطهٔ برهم خورده با یک مهماندار هواپیما دارد. سپس او فی را ملاقات می‌کند. دختر جوانی که در یک فست فود در همان نزدیکی کار می‌کند. فی به صورت پنهانی عاشق مأمور ۶۶۳ می‌شود. خانم مهماندار، برای دیدن مأمور به همان چهارراه محل خدمت او می‌رود و متوجه می‌شود که امروز، روز تعطیل مأمور است؛ بنابراین نامه‌ای را برای او، پیش فی می‌گذارد تا او نامه را به دستش برساند. تمام کارمندان فست فود، نامه را می‌خوانند. در نامه، مهماندار به مأمور گفته که رابطه‌شان تمام شده و برای همین کلید آپارتمان مأمور را داخل نامه گذاشته‌است.
فی با استفاده از کلید، روزها به خانهٔ مأمور می‌رود و سعی می‌کند سر و سامانی به زندگی او بدهد. مأمور از این ماجرا و نیز عشق پنهانی فی به خودش آگاه می‌شود اما اندکی دیر.

## بازیگران
- بریجیت لین – زن بور
- تونی لیانگ – مأمور ۶۶۳
- فی ونگ – فی
- تاکشی کانشیرو – هی کوییوو، آه وو یا مأمور ۲۲۳
- ولری چو – مهماندار هواپیما
- Thom Baker – قاچاقچی مواد
- Chan Kam-Chuen – مدیر رستوران
- Kwan Lee-na – ریچارد
- Wong Chi-Ming – مرد
- Leung Sun – می دوم، کارگر رستوران
- Choh Chung-Sing – مرد

## تولید
وونگ کار-وای طی استراحت دوماهه‌ای که در زمان تدوین فیلم ووشیایی اش، خاکسترهای زمان داشت، تصمیم به ساخت این فیلم گرفت. خود او در جایی می‌گوید: «زمانی که کاری برای انجام دادن نداشتم، تصمیم گرفتم چانگ کینگ اکسپرس را بر حسب غرایزم بسازم»
«بعد از فیلم سنگین خاکسترهای زمان، قصد داشتم فیلمی روشنتر و با مضمونی امروزی تر بسازم ، منتها در صورتی که شخصیت‌ها درگیری‌های مشابهی داشته باشند .» در واقع کاروای هر دو قصه را، زاییدهٔ یک شرایط می‌داند. یکی در هنگ کنگ و دیگری در کاولون. یکی در روز اتفاق می‌افتد و دیگری در شب؛ و صرفنظر از تفاوت‌ها، هر دو داستان یکی هستند.
در مورد فیلمنامه، کاروای می‌گوید: «وقتی شروع به فیلمبرداری کردیم، هنوز فیلم‌نامه را تکمیل نکرده بودم. ما به ترتیب شروع به تصویربرداری کردیم. قسمت اول، در طول شب اتفاق می‌افتد. مابقی داستان را در یک روز نوشتم»

## Soundtrack
Tracklist:
1. Dreamlover (vocal by Faye Wong)
2. Chasing The Metaphysical Express
3. Seusuous Forest
4. Fornication in Space
5. Rain ~ Tear and Sweat
6. Night Snack
7. Entering the Hardboiled Wonderland
8. Rock Like a Dog
9. Heartbreak Interlude
10. Sweat Farewell
11. Random Thoughts (vocal by Faye Wong)

### جوایز و افتخارات
- ۱۹۹۴ جشنواره و جوایز فیلم اسب طلایی
  - Winner – Best Actor (Tony Leung Chiu-Wai)
- ۱۹۹۵ جایزه فیلم هنگ کنگ
  - Winner – Best Picture
  - Winner – Best Director (Wong Kar-wai)
  - Winner – Best Actor (Tony Leung Chiu-Wai)
  - Winner – Best Editing (William Cheung Suk-Ping, Kwong Chi-Leung, Hai Kit-Wai)
  - Nomination – Best Actress (Faye Wong)
  - Nomination – Best Supporting Actress (Valerie Chow Kar-Ling)
  - Nomination – Best Screenplay (Wong Kar-wai)
  - Nomination – Best Cinematography (Christopher Doyle, Andrew Lau Wai-Keung)
  - Nomination – Best Art Direction (William Cheung Suk-Ping)
  - Nomination – Best Original Film Score (Frankie Chan Fan-Kei, Roel A. Garcia)